# Szaniec (pismo)
Szaniec – główny organ prasowy Grupy „Szańca” (konspiracyjnej grupy byłych działaczy przedwojennego Obozu Narodowo-Radykalnego „ABC”, skupionych wokół tego tygodnika) i jej zbrojnego ramienia – Organizacji Wojskowej „Związek Jaszczurczy” (od 20 września 1942 roku – Narodowych Sił Zbrojnych, a po rozłamie w NSZ na tle scalenia z Armią Krajową w kwietniu 1944 roku, kiedy powstały dwie odrębne organizacje, używające tej samej nazwy – NSZ-ONR), wydawany w latach 1939–1945.

## Charakterystyka
Początki pisma „Szaniec” sięgają listopada 1939 roku, a pierwszy numer według zachowanej numeracji ukazał się najprawdopodobniej na początku grudnia.
Pierwsze numery, wydawane na powielaczu w formacie A4, składały się z dwóch do trzech dwustronnie zapisanych kartek, łączonych zszywkami. Jednorazowy nakład numeru wahał się od 5 do 8 tysięcy egzemplarzy. Przełom nastąpił w marcu 1940 roku, gdy pismo zmieniło format na A5 i zaczęto je drukować (pierwszy drukowany numer to nr 13 z 24 marca 1940 roku).
Pierwotnie „Szaniec” był wspólnym przedsięwzięciem Stronnictwa Narodowego i Obozu Narodowo-Radykalnego ABC. Założycielem i redaktorem naczelnym pisma był Wiktor Butler z wydziału propagandy stołecznego zarządu okręgowego SN, a nadzór z ramienia centralnego kierownictwa SN sprawował Stanisław Piasecki. Zgodnie z porozumieniem o współpracy propagandowej z ONR ABC, część egzemplarzy przekazywano tej organizacji, a następnie do współpracy redakcyjnej i administracyjnej zaproszono dwóch przedwojennych inżynierów: Mieczysława Harusewicza i Henryka Minicha, związanych z ONR ABC. Finansowanie lub współfinansowanie pisma powierzono Edwardowi Kemnitzowi. Współpraca ta zakończyła się, jak to ujął Władysław Jaworski, „w ten sposób, że po jakimś czasie ONR przywłaszczył sobie to pismo i «Szaniec» zaczął ukazywać się, już nie powielany, ale drukowany, jako organ ONR”. Warto dodać, że od nazwy pisma ONR ABC zaczął funkcjonować w konspiracji pod nazwą Grupa „Szańca”, co podkreślało jego centralne miejsce w działalności tego środowiska.
Początkowo „Szaniec” ukazywał się jako tygodnik, ale ze względu na ciężkie warunki okupacyjne ograniczono jego wydawanie i w marcu 1941 roku pismo zmieniło swoją częstotliwość na dwutygodnik. Do upadku powstania warszawskiego ukazało się co najmniej 156 numerów. W poszczególnych latach wydano następującą liczbę numerów:
- 1940 r. – 37,
- 1941 r. – 25,
- 1942 r. – 17,
- 1943 r. – 15,
- 1944 r. (do wybuchu powstania warszawskiego) – ponad 16.

Pierwsze egzemplarze „Szańca” oznaczano numerem pojedynczym, a od 1941 r. numerem kolejnym w roku, łamanym przez numer pisma od początku.
Jego nakład systematycznie wzrastał – od 5 tys. egzemplarzy w 1941 r. do 15 tys. przed wybuchem powstania warszawskiego.
Pismo było drukowane w tajnych drukarniach przy ulicy Przemysłowej 28, a następnie Długiej 44/46 w Warszawie. Nadzór i kierownictwo sprawował Komitet Wydawniczy przy KG NSZ, na czele którego stał Mirosław Ostromęcki ps. „Mirski”. W dniu 6 II 1943 r. Niemcy zlikwidowali podziemną drukarnię „Szańca” mieszczącą się przy ul. Długiej 44/46. W trakcie tej akcji - po całodniowym oblężeniu - zginęła cała wojskowa ochrona drukarni wraz z jej pracownicami.
„Szaniec” nawoływał do walki z dwoma głównymi wrogami – hitlerowskimi Niemcami i Rosją sowiecką, a także z rodzimą partyzantką komunistyczną. Pismo opowiadało się za przyłączeniem ziem zachodnich do Polski oraz budową nowego, totalitarnego państwa monopartyjnego, opartego na ideologii ONR ABC, bez miejsca dla innych ugrupowań politycznych. Czasopismo omawiało również bieżące problemy okresu okupacji, w tym przede wszystkim stosunki z ZWZ – AK.
Spośród najważniejszych artykułów, które się w nim ukazały, należy wymienić:
- Nasze cele wojenne z dnia 20 XII 1940 r. (nr 49) – opisujący główne cele wojenne NSZ, m.in. przesunięcie granicy zachodniej Polski na linię rzek Odry i Nysy Łużyckiej,
- Ludzie z Tworek z dnia 31 I 1942 r. (nr 3/77) – atakujący polskich polityków demokratycznych i inteligencję, zapowiadający odebranie praw politycznych osobom niepasującym do wizji ONR ABC, a także grożący im izolacją w szpitalach psychiatrycznych,
- Czego chcą? z dnia 4 VIII 1943 r. (nr 10/101) – nawołujący do wspólnej walki z partyzantką komunistyczną,
- Jak w mądrym Rzymie z dnia 29 I 1943 r. (nr 3/94) – opisujący program polityczny ONR ABC, zakładający pozbawienie praw obywatelskich mniejszości narodowych oraz „niegodnych” Polaków, a także budowę totalitarnego państwa opartego na hierarchii i bezwzględnej kontroli,
- Drogi rozwoju NSZ z dnia 6 X 1943 r. (nr 13/102) – przedstawiający zarys programowy NSZ,
- NSZ potępione – Armia Ludowa uznana z dnia 4 XII 1943 r. (nr 15/156) – stanowiący odpowiedź na potępienie NSZ przez KG AK po mordzie pod Borowem i uzasadniający potrzebę stworzenia wspólnego frontu przeciwko komunistom,
- Rozkazy Komendantów Głównych NSZ i AK dot. scalenia obu organizacji wraz z wprowadzeniem wyrażającym radość z powyższego faktu – z dnia 13 IV 1944 r. (nr 3/109). Mimo wyrażonej radości, była ona jedynie taktyczna, ponieważ środowisko ONR ABC w rzeczywistości było przeciwne scaleniu z AK i jednocześnie przygotowywało się do rozłamu[5].

Po wybuchu powstania warszawskiego „Szaniec” stał się jednym z najważniejszych pism ukazujących się w walczącym mieście. Od 20 VIII (nr 16/122) do 23 IX 1944 r. (nr 50/156) ukazywał się codziennie, włącznie z niedzielami, i do upadku powstania wyszło 39 numerów. Jego redakcję udało się szybko odtworzyć, przede wszystkim z poprzednich pracowników, którzy mieszkali lub znaleźli się w Śródmieściu. Na jej czele stał Mirosław Ostromęcki, a jego zastępcą ds. redakcyjnych był przedwojenny dziennikarz, red. Antoni Chrząszczewski ps. „Anioł”. Sekretarzem redakcji była Hanna Paszyńska. U Witolda Bayera, adwokata, zbierało się kolegium redakcyjne, które dostarczało materiały polityczne, opracowywane następnie w redakcji. W tym czasie doszło do istotnego porozumienia między dwoma odłamami Narodowych Sił Zbrojnych: oddziały NSZ-ONR pod dowództwem kpt. Mieczysława Osmólskiego operacyjnie podporządkowały się dowództwu Okręgu Warszawa-Miasto NSZ-AK, którym kierował płk Spirydion Koiszewski. Warto zaznaczyć, że to porozumienie miało charakter lokalny i objęło wyłącznie Warszawę. Podczas powstania, oparcie organizacyjne i kolportażowe zapewniała „Szańcowi” kompania NSZ „Warszawianka”, wchodząca w skład Zgrupowania AK „Chrobry II”. „Szaniec” został zalegalizowany w Delegaturze Rządu na Kraj oraz w Dowództwie AK. Umożliwiło to korzystanie z serwisu prasowego kierownictwa powstania oraz, co najważniejsze, drukowanie go przez drukarnie wojskowe WZW, zorganizowane pod kierownictwem Jerzego Rutkowskiego. Oprócz materiałów informacyjnych otrzymywanych z centrum prasowego powstania, utrzymywano także nasłuch radiowy, który umożliwiał kontrolę oraz uzupełnianie serwisu oficjalnego. Codzienne wiadomości w „Szańcu” o sytuacji na poszczególnych odcinkach powstania były opracowywane również na podstawie informacji otrzymywanych od oddziałów NSZ, biorących udział w walkach.
Po upadku powstania warszawskiego wznowienie wydawania „Szańca” nastąpiło jesienią 1944 r. w Krakowie, ale wyszło tylko kilka numerów. Ostatni (nr 1/161) ukazał się 15 I 1945 r. w nakładzie 7 tys. egzemplarzy.
Obecnie egzemplarze „Szańca” przechowywane są m.in. w Bibliotece Narodowej w Warszawie.

## Profil ideowy
Było to pismo propagujące poglądy faszystowskie. W rozważaniach teoretycznych nad problematyką państwa i ustroju politycznego publicyści "Szańca" rozróżniali trzy formy rządzenia: demokrację, totalitaryzm i "ustrój narodowy". Odrzucając dwie pierwsze jako nieodpowiednie dla polskich potrzeb narodowych, postulowali ostatnią z nich - jako najlepszą według nich dla Polski. Przy czym za typowy totalitaryzm publicyści "Szańca" uznawali wyłącznie komunizm oraz nazizm niemiecki, a jedynie w zależności od potrzeb terminem tym obejmowali także inne państwa faszystowskie (nazizmu nie uważali za skrajną odmianę faszyzmu, lecz za całkowicie odrębną ideologię). Powodowało to wiele niekonsekwencji, skoro pojęciem "totalitaryzm" obejmowano grupę państw, do których miano zupełnie różny stosunek. Negatywnie wyrażano się o III Rzeszy, jednocześnie unikając oceny ustroju tego państwa. Główną przyczynę zbrodni niemieckich upatrywano w naturalnych skłonnościach Niemców jako narodu, a nie w zbrodniczej ideologii nazistowskiej. Pisano: "Niemiec to nasz odwieczny wróg, zawsze nam obcy i nienawistny".
Z kolei główną przyczyną krytycznego stosunku do faszyzmu włoskiego był fakt przystąpienia Włoch do wojny po stronie Niemiec, nie zaś wady ustroju państwa. O faszyzmie pisano jako o ruchu, od którego "można się wiele nauczyć, jednak śmiesznym byłoby ruch ten przenosić bezkrytycznie na teren Polski". Prawa politycznie w postulowanym przez grupę "Szańca" państwie polskim posiadaliby tylko członkowie hierarchicznie zorganizowanej monopartii, zwanej Organizacją Polityczną Narodu, której członkami mogli zostać wyłącznie etniczni Polacy, którzy potrafili udowodnić swoje etnicznie czysto polskie pochodzenie do czwartego pokolenia wstecz (wykluczano możliwosć asymilacji). Działalność wszystkich innych partii politycznych miała być zabroniona. Państwo miało kierować się polską ideą narodową, solidaryzmem społecznym oraz swoiście interpretowanym katolicyzmem jako religią panującą. Jednym z najważniejszych punktów programu politycznego grupy "Szańca" było wyeliminowanie i likwidacja mniejszości narodowych. Nie przewidywano dla nich miejsca w powojennym państwie polskim. Postulaty oenerowców nie przewidywały jednak ich likwidacji fizycznej i dlatego "Szaniec" deklarował: "Mord nie jest naszą bronią". Postulowano pozbycie się mniejszości bądź przez ich wysiedlenie poza granice Polski (Żydzi, Niemcy), bądź przez przymusową polonizację (Litwini, Ukraińcy, Białorusini i zgermanizowani Słowanie). Do wprowadzenia projektowanego na łamach "Szańca" ustroju politycznego miano przystąpić po obaleniu władzy rządu londyńskiego i Polskiego Państwa Podziemnego w wyniku rewolucji narodowo-radykalnej.